# Colina (São Paulo)
Colina is een gemeente in de Braziliaanse deelstaat São Paulo. De gemeente telt 17.745 inwoners (schatting 2009).

## Aangrenzende gemeenten
De gemeente grenst aan Barretos, Bebedouro, Jaborandi, Monte Azul Paulista, Severínia en Terra Roxa.

## Geboren
- Luiz Felipe (1997), voetballer